# Petaurillus emiliae
Petaurillus emiliae — вид гризунів родини Sciuridae. Вона є ендеміком Борнео, де відома завдяки типовому екземпляру, зібраному в 1901 році в Сараваку (Малайзія), та іншому екземпляру, зібраному в 2013 році в дослідницькому лісі Лабанан у Східному Калімантані (Індонезія).
P. emiliae веде деревний спосіб життя і, ймовірно, віддає перевагу лісам. Їй загрожує перетворення середовища існування внаслідок сільського господарства та лісозаготівлі. Заходів з охорони природи не вжито.